# Tour Féry
La Tour Féry est un monument de Reims du XVIIIe siècle installé dans l’actuelle usine de traitement des eaux potables, 32 rue de Taissy à Reims. Elle tient son nom du père André Féry, père minime, inventeur de la pompe élévatrice installée dans ce bâtiment.

## Histoire
La ville de Reims est alimentée en eau depuis l’antiquité par un aqueduc construit par les Romains, puis jusqu’au XVIIe siècle, par des puits avec une eau plus ou moins salubre.

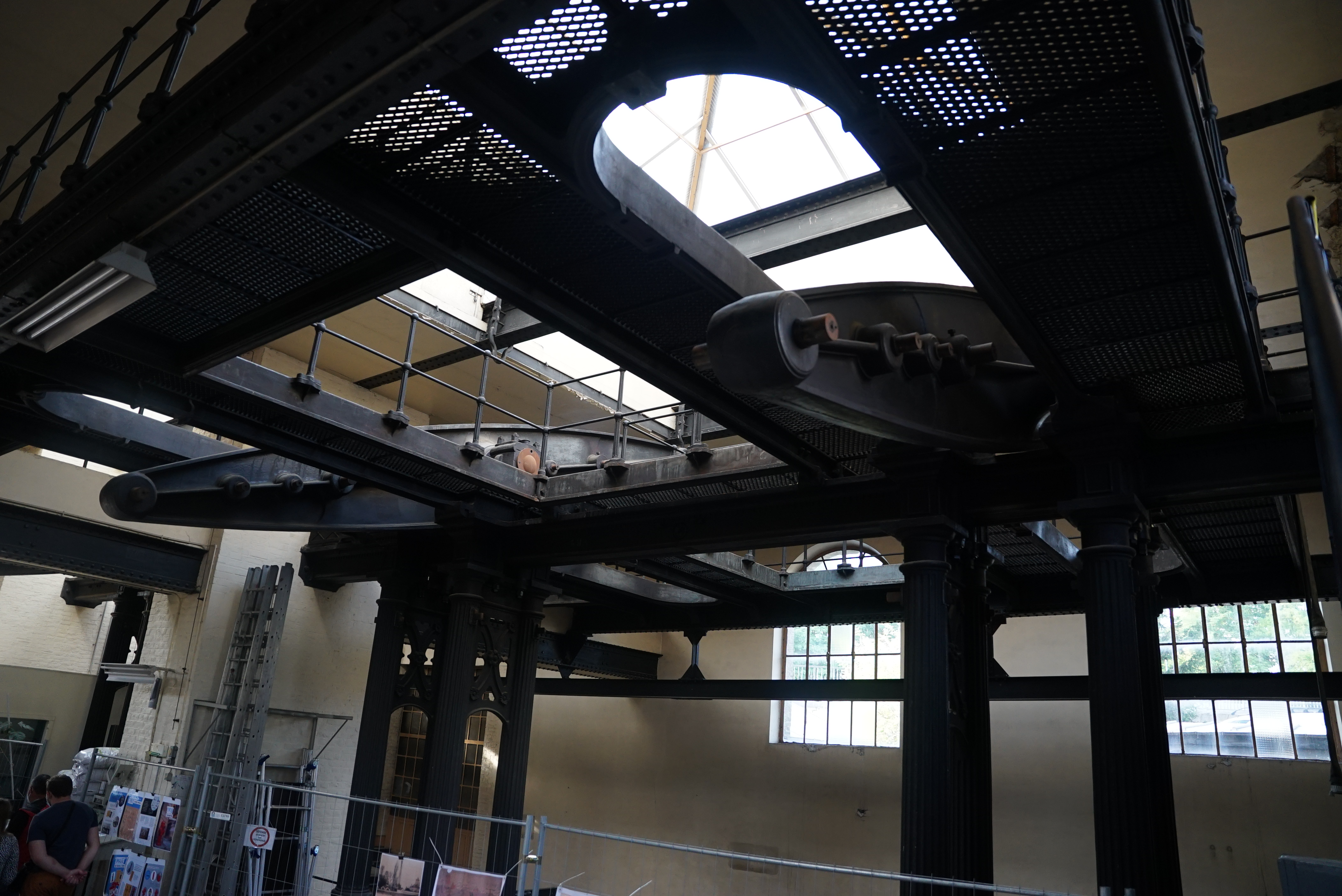
Machinerie obsolète.

La ville cherche un moyen de s'approvisionner avec une eau plus saine. En 1748, Jean-Louis Lévesque de Pouilly, premier magistrat de la ville de Reims rencontre régulièrement le chanoine Jean Godinot et lui fait part du problème de l’eau et de sa qualité. Le chanoine Jean Godinot financera sur ses deniers pour une somme de 230 000 livres, un projet et demande au père Féry de construire une machine.
Cette machine était constituée d'une roue hydraulique mise en mouvement par une chute de la rivière proche (Rivière-Neuve, bras de la Vesle), qui actionnait deux pompes refoulant les eaux de cette rivière dans deux réservoirs situés à l'étage supérieur de la tour carrée (tour désignée actuellement tour Féry) ou château d'eau. Un tuyau en plomb partait alimenter les dix-sept fontaines publiques disséminées en ville. La première fontaine inaugurée fut celle de la place Saint-Timothée.
Très vite l’installation, montra ses limites, non pas en raison de la machinerie mais à cause du débit de la rivière.
En 1842, la machine du père Féry est remplacée par celle de l’ingénieur Hydraulicien Jean-Marie Cordier.

## Description
La tour fait 66 pieds ou 20 mètres de hauteur, divisée en sept étages, avec un bâtiment attenant en forme de pagode.
La tour ne contient aujourd’hui que l’escalier primitif de 118 marches. On voit sur la photo et les tableaux (voir galerie) une partie de l'arc voulant du bâtiment annexe qui enjambait la Rivière-Neuve et qui a été comblée.

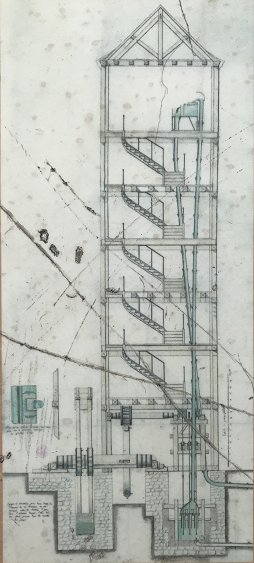

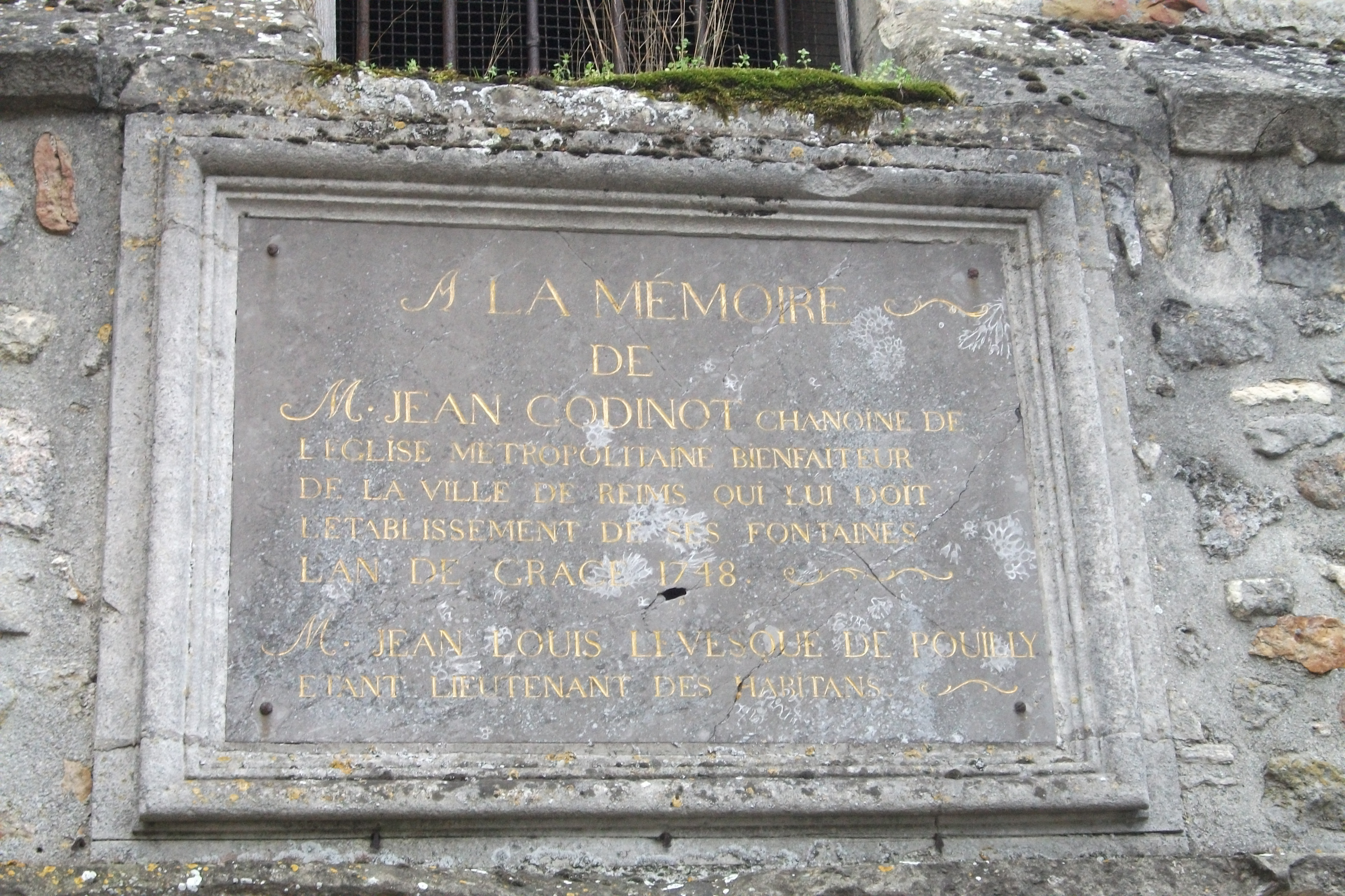

La tour Féry comporte une plaque à la mémoire du chanoine Jean Godinot dont le texte suit :
À la mémoire de M.Jean Godinot Chanoine de l’église métropolitaine bienfaiteur de la ville de Reims qui lui doit l’établissement de ses fontaines. L’an de grâce 1748. M.Jean-louis Levesque de Poully étant lieutenant des habitans.

## Galerie de tableaux représentant la tour Féry

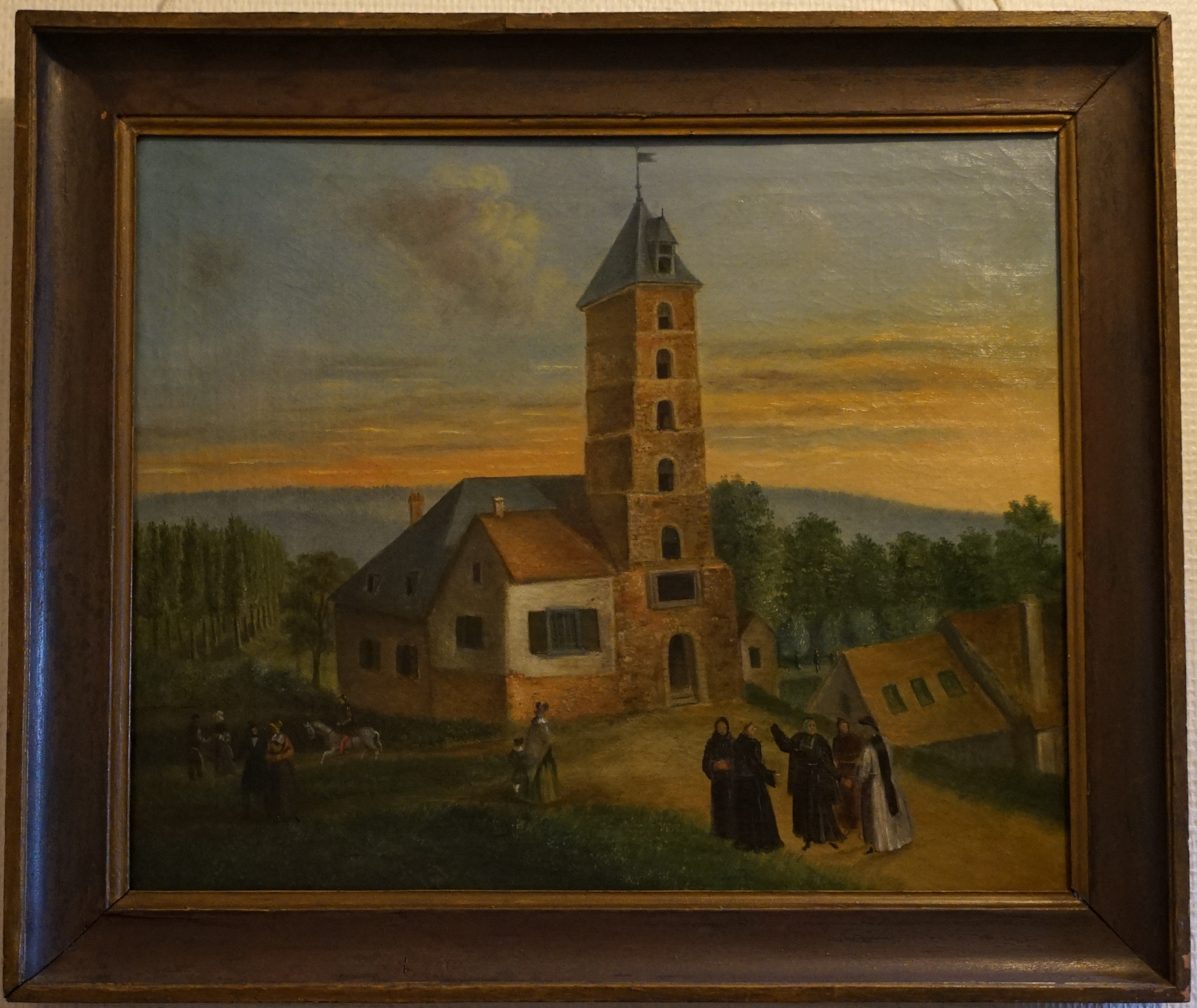
Tableaux
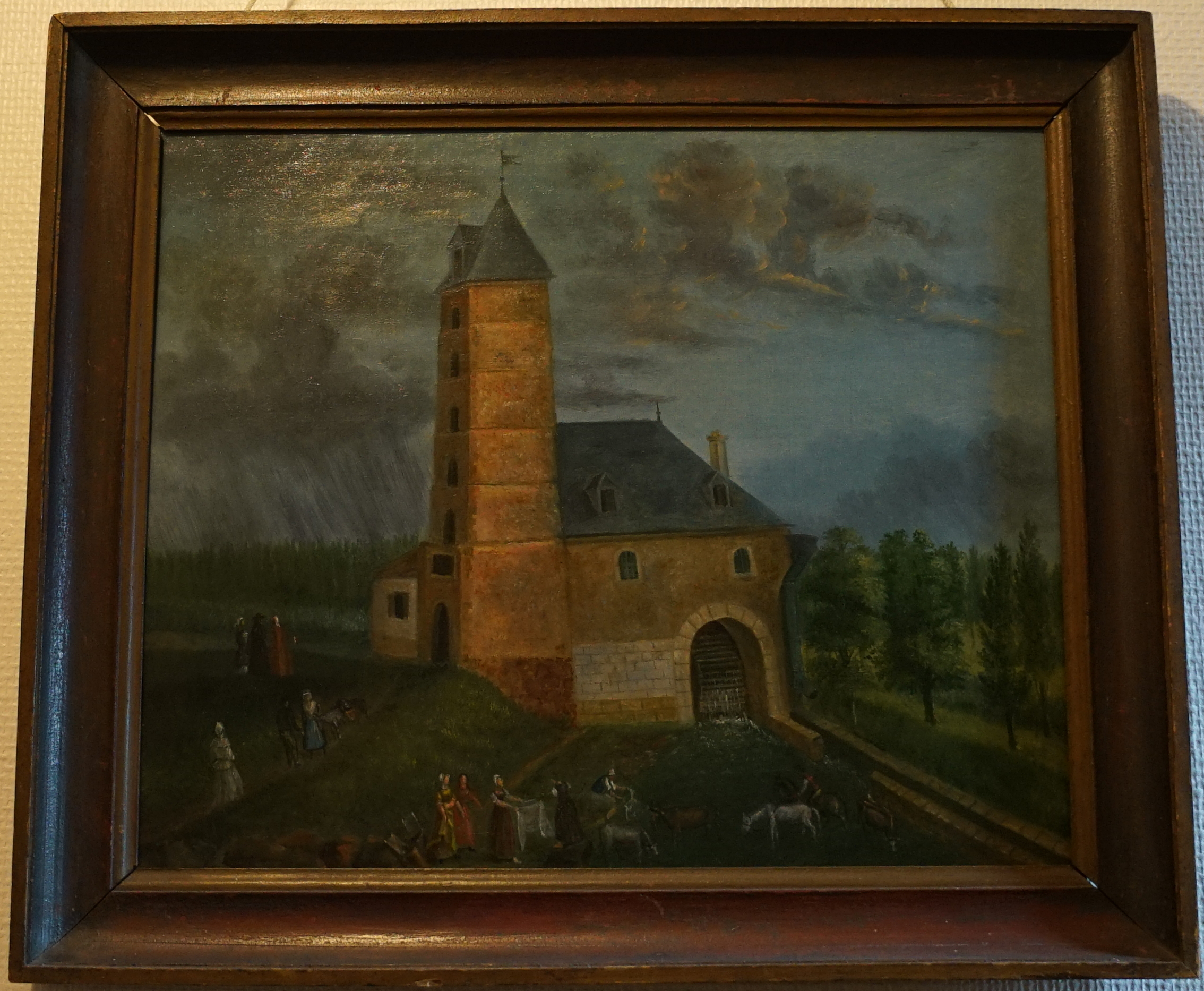
de
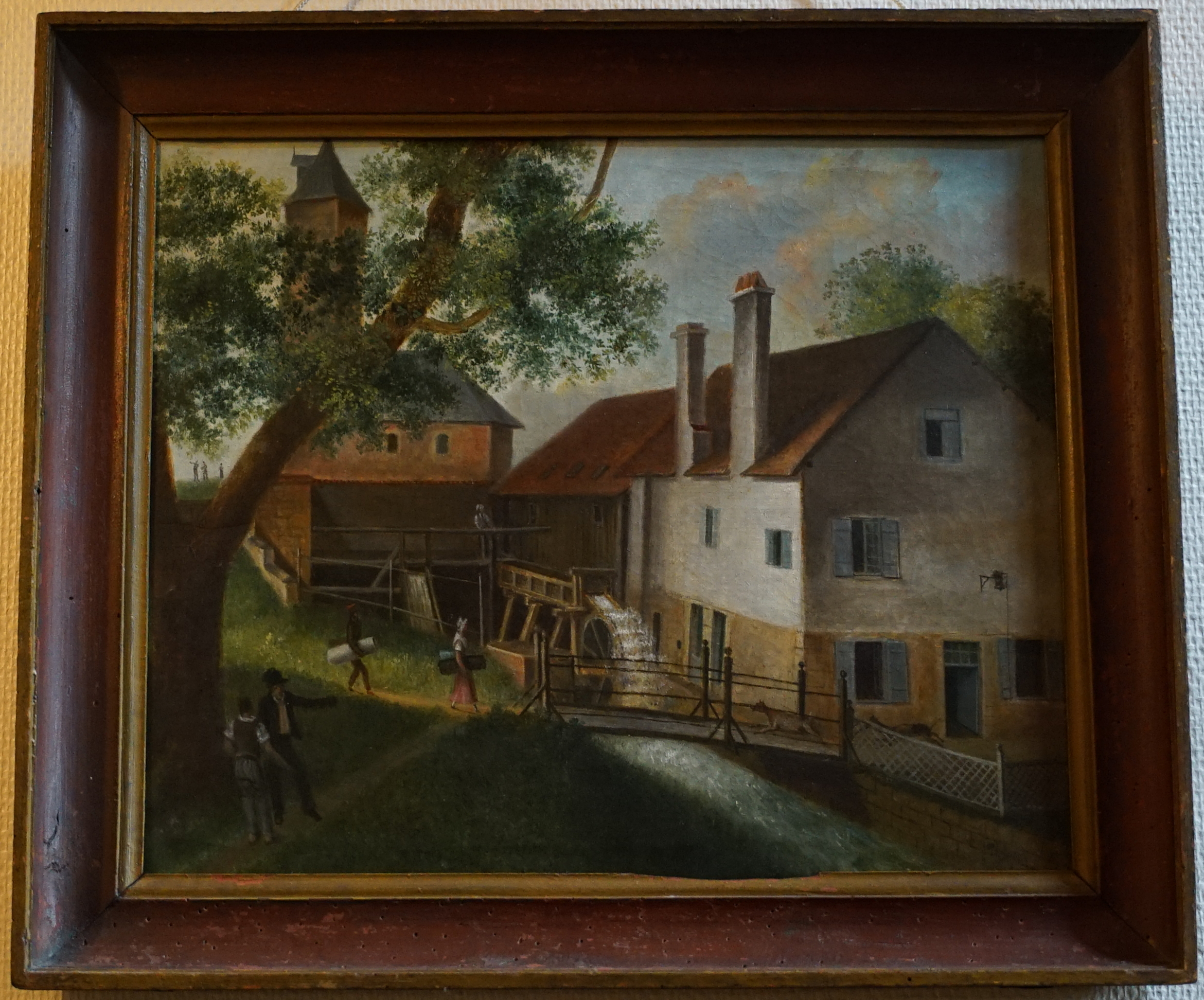
Vincent Fricoteau
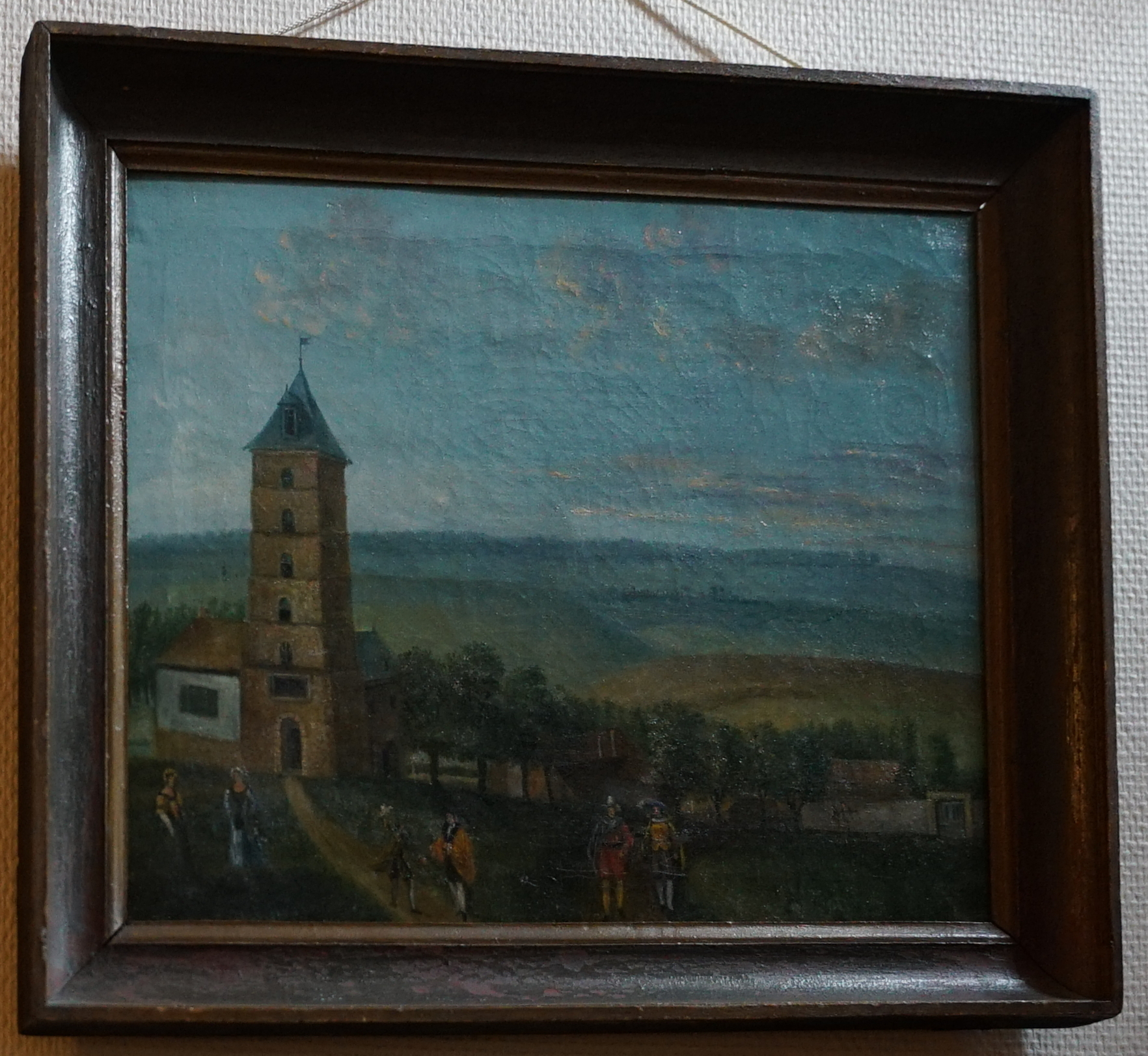
présentés au Musée-hôtel Le Vergeur.